# Пажга (сельское поселение)
Пажга — административно-территориальная единица (административная территория село с подчинённой ему территорией) и муниципальное образование (сельское поселение с полным официальным наименованием муниципальное образование сельского поселения «Пажга») в составе муниципального района Сыктывдинского в Республике Коми Российской Федерации.
Административный центр — село Пажга.

## История
Статус и границы административной территории установлены Законом Республики Коми от 6 марта 2006 года № 13-РЗ «Об административно-территориальном устройстве Республики Коми».
Статус и границы сельского поселения установлены Законом Республики Коми от 5 марта 2005 года № 11-РЗ «О территориальной организации местного самоуправления в Республике Коми».

## Население
| 2010  | 2011  | 2012  | 2013  | 2014  | 2015  | 2016  |
| ----- | ----- | ----- | ----- | ----- | ----- | ----- |
| 2306  | ↘2295 | ↘2286 | ↘2285 | ↘2278 | ↗2313 | ↘2310 |
| 2017  | 2018  | 2019  | 2020  | 2021  |       |       |
| ↗2320 | ↘2313 | ↘2278 | ↘2250 | ↘1858 |       |       |

## Состав
Состав административной территории и сельского поселения:
| № | Населённый пункт | Тип населённого пункта       | Население |
| - | ---------------- | ---------------------------- | --------- |
| 1 | Гаръя            | деревня                      | 437       |
| 2 | Гарьинский       | посёлок                      | ↘331      |
| 3 | Жуэд             | деревня                      | 20        |
| 4 | Пажга            | село, административный центр | ↘1107     |
| 5 | Парчим           | деревня                      | 29        |
| 6 | Разгорт          | деревня                      | 20        |
| 7 | Савапиян         | деревня                      | 107       |